# Vampyressa
Genre
Vampyressa est un genre de chauves-souris de la famille des Phyllostomidae.

## Liste des espèces
- Vampyressa bidens (Dobson, 1878)
- Vampyressa brocki Peterson, 1968
- Vampyressa melissa Thomas, 1926
- Vampyressa nymphaea Thomas, 1909
- Vampyressa pusilla (Wagner, 1843)
- Vampyressa villai Garbino, Hernández-Canchola, León-Paniagua & Tavares, 2024
- Vampyressa voragine Morales-Martínez, Rodríguez-Posada, & Ramírez-Chaves, 2021